# Parafia Najświętszej Maryi Panny Matki Kościoła w Modliszewicach
Parafia Najświętszej Maryi Panny Matki Kościoła w Modliszewicach – parafia rzymskokatolicka mająca swą siedzibę w Modliszewicach. Jest jedną z jedenastu parafii dekanatu koneckiego w diecezji radomskiej.

## Historia
Modliszewice, jak również Końskie i cała okolica, od XVI w. należały do parafii w tym mieście. Po erygowaniu parafii Chrystusa Odkupiciela w Końskich (1984 r.) Modliszewice zostały powierzone tej parafii. Przez 14 lat mieszkańcy wsi uczęszczali na msze w kościele przy ul. Gimnazjalnej. Samodzielna parafia została powołana 1 sierpnia 1998 r. Erygował ją ks. bp Edward Materski. Na proboszcza powołano ks. Marka Rosińskiego, który tworzył wspólnotę parafialną i podjął się dzieła wybudowania nowej świątyni.
Budowę kościoła rozpoczęto w Roku Jubileuszowym 2000. Budowa trwała do roku 2006. Ostatnie trzy lata zajmowały prace wykończeniowe kościoła, które mają na celu jego upiększanie. Kościół jest ukończony.
Kościół konsekrowany 27 maja 2012 roku przez biskupa Henryka Tomasika.

## Grupy parafialne
- LSO, KŻR, KSM, Schola

## Proboszczowie
- 1998 – nadal – ks. kan. Marek Andrzej Rosiński

## Terytorium
- Do parafii należą Modliszewice[2].